# Дэвид, Крейг
Крейг Эшли Дэвид (англ. Craig Ashley David; род. 5 мая 1981 года, Саутгемптон, Хэмпшир, Англия, Великобритания) — британский певец, автор песен, лауреат премий MTV Europe Music Awards и MOBO Awards.
Дэвид начал заниматься музыкой с раннего возраста. Первые уроки игры на гитаре ему дал отец, который сам занимался музыкой и играл в музыкальной группе, которая называлась Eboney Rockers. Уже подростком Крейг начал сочинять собственные песни, а в возрасте 14 лет стал диджеем на пиратской радиостанции. Одновременно он играл в местном клубе.
Первым заметным успехом для Крейга стала победа на национальном конкурсе с композицией «I’m Ready». После этого Крейг начал работать совместно с Марком Хиллом из дуэта Artful Dodger. Крейг участвовал в записи альбома дуэта, в том числе успешного сингла «Re-Rewind». В дальнейшем Марк Хилл помог ему записать сольный альбом Born to Do It, выпущенный в 2000 году. Уже первый сингл с этого альбома, «Fill Me In», сделал Крейга Дэвида самым молодым британским музыкантом, занимавшим первую строку национального хит-парада. Другими известными синглами Крейга Дэвида с альбома Born to Do It являются «7 Days» и «Walking Away». Эти композиции сделали его популярным во всём мире.
Впоследствии Крейг Дэвид записал альбомы Slicker Than Your Average (2002), The Story Goes… (2005), Trust Me (2007), однако они не были столь успешными, как первый. Одним из его крупных хитов был дуэт со Стингом, «Rise & Fall» 2003 года, занявший 2-е место в Великобритании.
В 2006 году в качестве специального гостя выступил на конкурсе молодых исполнителей популярной музыки «Новая волна» в Юрмале в концертном зале «Дзинтари».
В 2010 году был выпущен альбом Signed Sealed Delivered, а в 2016 году альбом Following My Intuition.
В 2011, 2013 и 2014 годах выступил на церемонии вручения премии Муз-ТВ.
Крейг имеет еврейское происхождение (по матери), по отцу — гренадец.

## Дискография
Студийные альбомы:
- 2000 — Born to Do It
- 2002 — Slicker Than Your Average
- 2005 — The Story Goes…
- 2007 — Trust Me
- 2010 — Signed Sealed Delivered
- 2016 — Following My Intuition
- 2018 — The Time Is Now
- 2022 — 22
- 2025 — Commitment

Сборники:
- 2001 — Remixes & Live
- 2008 — Greatest Hits
- 2017 — Rewind — The Collection

## Награды
30 декабря 2020 года было объявлено, что в новогоднем списке королевы Дэвид был удостоен звания Ордена Британской империи в знак признания его заслуг в области музыки. Его менеджер Колин Лестер также был удостоен звания Ордена Британской империи в знак признания его заслуг перед музыкальной индустрией и благотворительностью. Дэвид получил свою награду в Виндзорском замке 15 декабря 2021 года.